# 俞文榮
俞文榮（？—？），字國華，號見韋，直隸松江府上海縣人，民籍，明朝政治人物。

## 生平
嘉靖三十一年（1552年）壬子科應天府鄉試第五十六名。嘉靖三十二年（1553年），登癸丑科進士。都察院观政，時已年屆六旬。任浙江樂清縣知縣，升刑部主事、员外郎、郎中，出知云南府。隆慶元年（1567年）十月升为山东都转运盐使司运使，二年六月御史张问明弹劾其不职，被令致仕。

## 佚事
《虎薈》載，俞文榮曾夢宋朝樂清人王十朋以侍生帖來謁，與其弟私語道：吾年老矣，夢十朋定得鼎甲耶。時俞文榮年已六旬，中式進士，名列三甲，按例應授官知縣。除補職位前一夜，又夢見王十朋以治生帖來拜，仍不解其意。次日，補官樂清，方悟前夢。至樂清，俞文榮修王十朋墓，訪其子孫，復夢十朋拜謁感謝。

## 家族
曾祖俞盛，壽官；祖父俞藻；父俞裔，母奚氏；繼母金氏。弟俞文明、俞文儒。